# Onda taiwanesa
A Onda Taiwanesa ou Tairyū (em japonês:台流; em chinês tradicional:台流, em chinês simplificado: 台流, romanizado: Táiliú) é um neologismo originalmente cunhado no Japão para se referir à crescente popularidade da cultura pop taiwanesa no país(incluindo atores, doramas, música, moda, filmes) e para distinguir da onda coreana, que co-existe no Japão.

## História
Na virada do século XXI, apesar do sucesso inicial da onda Hallyu, houve um crescimento igualmente notável nas importações culturais de Taiwan, que, assim como a Coreia do Sul, é também um dos quatro tigres asiáticos. A propagação da cultura popular taiwanesa ocorreu um pouco mais cedo, antes que a onda coreana fosse conhecida na Ásia. Em 2001, o drama taiwanês "Meteor Garden" foi lançado e logo atraiu audiências de toda a região. Tornou-se a série de drama mais assistida na história da televisão filipina, tendo mais de 10 milhões de espectadores diários somente em Manila, e catapultou os protagonistas masculinos da boyband taiwanesa F4 para a fama do dia para a noite. Sua popularidade se espalhou pela Ásia, incluindo China, Hong Kong, Singapura, Malásia, Tailândia, Indonésia, Japão, Coreia do Sul, Vietnã e Filipinas. Com seu sucesso, muitas outras boy bands taiwanesas emergiram nesta época, como 5566, 183 Club e Fahrenheit. Em 2002, um jornalista da BBC descreveu os membros do F4 como atores desconhecidos anteriormente mas que "provocaram histeria em toda a Ásia" como resultado do sucesso do "Meteor Garden". A popularidade de Meteor Garden(uma adaptação da série de mangá japonesa Boys Over Flowers, de Yoko Kamio) pode ser atribuída a esses dois fatores:
- Envolvimento emocional do público com particular ênfase na criação de um vínculo emocional com o protagonista;
- Atenção explícita aos desejos sexuais femininos -partindo de dramas convencionais que tendem a erotizar o corpo feminino, "Meteor Garden" comercializa a atração sexual dos atores masculinos (como mostrado pelo grupo idol taiwanês F4), dando às mulheres uma certa liberdade de expressão sexual.[6][7]

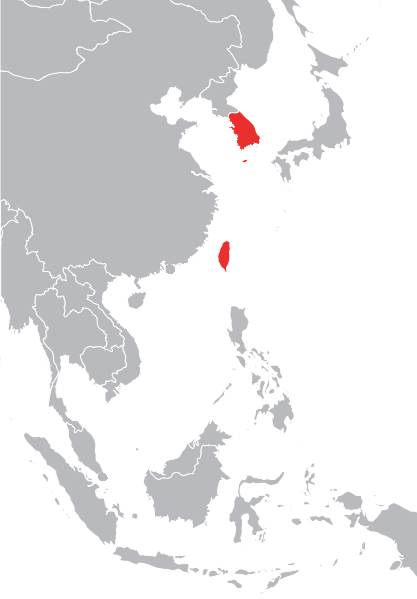
Os tigres asiáticos, incluindo a Coreia do Sul e Taiwan (em vermelho).

Como resultado do sucesso do Meteor Garden, sua sequência Meteor Garden II foi gradualmente lançada em muitos países asiáticos também, antes que o material de origem fosse posteriormente adaptado por redes no Japão, na Coreia do Sul e na China respectivamente.
Em 2002, o drama coreano "Winter Sonata" tornou-se o primeiro de seu tipo a se igualar ao sucesso de "Meteor Garden", atraindo uma espécie de culto na Ásia com vendas de produtos relacionados ao drama, como conjuntos de DVD e novelas que ultrapassam US$3,5 milhões de dólares no Japão.
Desde 2002, as tendências da programação de televisão no Sudeste Asiático começaram a sofrer uma mudança drástica à medida que as séries de TV da Coreia do Sul e de Taiwan preenchiam a grade originalmente reservado para filmes de Hollywood durante o horário nobre. Embora os dramas da Coréia do Sul tenham ultrapassado as de Taiwan, grande parte da Ásia ainda tinha os olhos focados em grupos taiwaneses como F4, S.H.E e Fahrenheit. O avanço do K-pop veio com o debut dos grupos TVXQ, SS501 e Super Junior, o último sendo saudado pela BBC como "um nome familiar na região".
No final da década de 2000, muitos artistas da música taiwanesa não conseguiram mais alcançar seus rivais do K-pop, embora uma série de bandas taiwanesas como F4 e Fahrenheit continuaram a manter uma base de fãs pequena mas fiel na Ásia, enquanto adolescentes e jovens adultos de todo o mundo se tornaram muito mais receptivos aos grupos de K-pop, como Big Bang e Super Junior, ambos conseguindo atrair um grande número de fãs de América do Sul, partes da Europa Oriental, Oriente Médio e em menor medida, do mundo ocidental (particularmente entre os imigrantes da Ásia, Oriente Médio, África e Europa Oriental em menor escala).

## No Japão
O K-pop atualmente é uma das duas tendências populares que estão acontecendo no Japão, sendo a outra tendência o pop taiwanês(cantado em mandarim). Há até uma palavra para isso em japonês, que é 台流(pronouncia-se 'Tairyū'), o que significa literalmente o influxo da cultura pop taiwanesa no Japão. Esta tendência têm predominado no país há algum tempo, com idols taiwaneses de dramas como Meteor Garden, It Started with a Kiss, Hot Shot e Autumn's Concerto fazendo a onda perdurar no Japão, enquanto artistas japoneses como Gackt fazem visitas frequentes a Taiwan.
Atualmente, o cantor pop taiwanês Show Luo tem sido considerado o líder dessa onda taiwanesa. No dia 15 de fevereiro de 2012, ele fez sua estreia no cenário musical japonês com o lançamento de seu primeiro single japonês intitulado "Dante". A canção atingiu o número 10 nos charts da Oricon na primeira semana de seu lançamento, o que fez ele ser o segundo cantor taiwanês a entrar na Oricon nos últimos 25 anos, logo após a cantora veterana Teresa Teng e ser o primeiro cantor masculino taiwanês a chegar às 10 melhores posições do chart.
 A mídia japonesa elogio-o e acredita que ele é a versão taiwanesa do idol japonês Yamashita Tomohisa.